# Бородулин, Александр Васильевич (Герой Социалистического Труда)
Алекса́ндр Васи́льевич Бороду́лин (1906—1980) — высококвалифицированный фрезеровщик паротурбинного цеха № 1 Ленинградского металлического завода, стахановец, новатор, передовик производства. Герой Социалистического Труда (1957).

## Биография
Родился в 1906 году в деревне Федяйково (ныне — Лесного района Тверской области) в многодетной крестьянской семье. Русский.
Окончил 5 классов сельской школы. Занимался сельским хозяйством. В 1930 году приехал в Ленинград на заработки, поступил на Ленинградский металлический завод. Работал на заводе с 1930 по 1962 годы: чернорабочим, фрезеровщиком, мастером, старшим мастером.
В годы Великой Отечественной войны оставался в блокадном Ленинграде, работал над выполнением заказов для фронта. 1 сентября 1943 года приказом директора впервые на заводе ему была доверена сдача продукции без проверки отдела технологического контроля, было вручено личное клеймо № 1, которым он пользовался до последнего трудового дня (1962).
После войны остался верен рабочей профессии фрезеровщика. Работал над изготовлением деталей турбин для всех восстанавливаемых и вновь строящихся электростанций Советского Союза и ряда зарубежных стран. Выполняя ответственные детали, неизменно проявлял новаторство. Одним из первых на заводе освоил скоростное фрезерование в период выпуска новых мощных паровых турбин на сверхкритические параметры пара, активно участвовал в разработке инструмента для фрезерования высоколегированных сталей.
Был избран членом Советского Комитета защиты мира, неоднократно избирался в состав Калининского РК КПСС и ГК КПСС, был делегатом XXII съезда КПСС, депутатом Верховного Совета СССР (1958—1962).
Умер в 1980 году. Похоронен на Богословском кладбище.

## Награды
- медаль «За трудовую доблесть» (11.7.1945)[2]
- значок «Отличник социалистического соревнования Министерства тяжёлого машиностроения» (Приказ министра тяжёлого машиностроения, 1950)[1]
- звание лучшего фрезеровщика завода и Ленинграда — 11 раз за время пятой пятилетки (1951—1955)[1][2]
- звание Героя Социалистического Труда (1957) — за выдающиеся производственные достижения, большой вклад в освоение и внедрение новых прогрессивных методов труда на предприятиях Ленинграда; первое награждение на Металлическом заводе[1][2]
- Золотая медаль ВДНХ[2]